# Старая Тяга
Старая Тяга — деревня в Можайском районе Московской области в составе Порецкого сельского поселения. Численность постоянного населения по Всероссийской переписи 2010 года — 9 человек. До 2006 года Старая Тяга входила в состав Порецкого сельского округа.
Деревня расположена на северо-западе района, у границы с Волоколамским, примерно в 34 км от Можайска, на безымянном ручье — притоке речки Андроновка (бассейн Исконы, высота центра над уровнем моря 219 м. Ближайшие населённые пункты — Рысиха, Волоколамского района, в 0,5 км на север и Никитино в 2,5 км на юго-запад.
В 1888 году в Старой Тяге родился И. Е. Бураков, один из организаторов первого субботника.

## Население
| 2002 | 2006 | 2010 |
| ---- | ---- | ---- |
| 14   | ↘1   | ↗9   |